# 浦和市
浦和市（うらわし）は、埼玉県南部に存在した市。1995年以降県内最多の人口を有し、県庁所在地として県行政の中枢を担っていた。東京都特別区部への通勤率は35.9%（2000年国勢調査）。市制施行前は北足立郡に所属していた。
2001年に大宮市・与野市と合併してさいたま市となり、廃止。2003年には、さいたま市の政令指定都市移行・区制施行に伴い、旧市域にあたる部分がおおむね桜区・浦和区・南区・緑区の4区に分けられた。 旧浦和市域を総称して「浦和地区」という。中心市街地は、現在の浦和区に位置する浦和駅周辺。

## 概要
埼玉県の県庁所在地であり、廃止直前の2000年時点で70.67平方キロメートルの面積に県内最大となる人口約48万人（現在は約58万人）を有していた。古くは調神社や玉蔵院の門前町として栄え、奈良時代には律令制の政庁がおかれた。江戸時代になると中山道の宿場町である浦和宿として発達していった都市である。また東部の大門地区はかつての日光御成街道の宿場でもあった。
1869年（明治2年）1月28日、武蔵国内にある旧幕府領・旗本領の管轄のため武蔵知県事・宮原忠英の管轄区域をもって大宮県が設置されたが県内に実質的な県庁は置かれず、同年9月29日になって県域内で最も人口があった浦和宿に県庁が置かれ浦和県を称した。後に忍県、岩槻県などとの合併による埼玉県(当時)成立、さらに入間県合併により現在の埼玉県が発足した後も一貫して県庁が置かれ、最終的に1890年に勅令によって正式な県庁所在地に指定される。なお1883年には県内初となる鉄道である日本鉄道の上野駅 - 熊谷駅間（現在の高崎線）が開業し、この時に県内最古の駅の一つ、また現在のさいたま市内で最古の駅である浦和駅が開業している（開業は大宮駅より早い）。
入間県を編入して川越が最も人口のある都市となったが、浦和も県都として各種行政施設のほか埼玉県師範学校（明治6年に学制改正局として発足し翌年改称）、医学校（明治9年）、県立浦和第一尋常中学校、県立浦和高等女学校、旧制浦和高等学校などが次々と開設され、全国から優秀な学生が集まるようになった。旧制浦和高等学校は当時の東京帝国大学（現東京大学）への合格者が全国で2番目だったことから帝大への登竜門と称された。さらに1923年の関東大震災を契機に、震災の被害が少なくかつ東京から20km圏内と交通の便の良い浦和には東京や横浜方面からの移住者が増加し、1932年の東北本線電車（現在の京浜東北線）延伸開業とも相まって都市化が進んだ。「鎌倉文士に浦和画家」とも称されたように浦和は充実した官立の教育施設群とともに文化人の活躍の地としても有名になり「文教都市」としての名声を高めていく。このような中1934年には川越市、熊谷市、川口市の3市に次ぐ県内4番目となる市制施行を果たした。
なお先述の埼玉県師範学校は埼玉県におけるサッカー発祥の地となり、卒業生が県内の学校に赴任してサッカーを普及させた。第二次世界大戦後、高校年代の各チームが全国大会でタイトルを獲得したことで、埼玉県は静岡県、広島県と共に「サッカー御三家」と称された。1992年からはプロサッカークラブ・浦和レッドダイヤモンズの本拠地となっている。
戦後の浦和市は高度成長期の東京都市圏の拡大の中で大幅に人口が拡大し、周辺町村を合併しながら発展の一途を辿る。1961年の南浦和駅開業、1973年の武蔵野線開業や1985年の埼京線開業を経て都内および県内他都市と結ぶ鉄道交通も発達し、市内では急激な人口増加に小中学校の開設が追い付かず児童の飽和状態が問題となった。市東部の特に現在の緑区西部では多くで区画整理事業により造成され、宅地となった。さいたま市発足後にはみそのウイングシティの造成も始まった。
1995年以降は、川口市を抜いて埼玉県内最大の人口を擁した。埼玉県の県政、文化の中心都市であり、高級住宅地として知られていることから県内最大の市民所得（総市民所得、1人あたり市民所得ともに）を有するとともに、商業においても県内最大の売上となっている伊勢丹浦和店があり、さいたま市発足前の時点で大宮市に次ぐ県内第2位の商品販売額を誇っていた。さいたま市発足以降はさいたま市役所が旧浦和市役所を利用して設けられ、旧市内でも浦和駅周辺地区はさいたま市の都市計画における都心地区の一つとして再開発が進められている。2007年には浦和パルコや市立中央図書館を含む再開発ビルが浦和駅東口に完成した。
なお、県庁所在地としては最後に市制を施行し（1934年）、初めて消滅した県庁所在地の市である。

## 地理
- 東京特別区と埼玉県の境界から北に約6キロメートル、関東平野の中央部南寄りに位置する。埼玉県の南東部にあたるが、県内の区分では中央地域とされることが一般的である（県最西部は「西部地域」ではなく「秩父地方」と呼ばれ、その東側、すなわち県中南部にあたる入間地方、比企地方などが「西部地域」と呼ばれることが多いため）。
- 西側の境をなす荒川、東部に芝川や見沼代用水、東側の境をなす綾瀬川などの河川が、それぞれ北から南に流れる。
- 関東平野の中にあり、山岳・丘陵は存在しない。全域が台地および低地からなり、海抜20メートルを超える地区はない。主に荒川に近い西部、東西に2本並ぶ見沼代用水の間、綾瀬川に近い東端部に低地が広がるほか、鴻沼川・藤右衛門川などの小河川沿いに谷状の地形が見られる。中央部はこのような谷地を除けば、北方から市南部に連なる大宮台地浦和大宮支台上に位置しており、浦和市の源となった浦和宿も、この台地の上に位置していた。主な河川は北から南に流れており、東西に並列している。
- 東西約15km、南北約7kmという東西に細長い市域であった。これは浦和町・浦和市が東西に連なる諸町村を合併した結果である。中央部西寄りを北側から与野市（現：さいたま市中央区）が突きだしていた。市域は「コウモリが羽を広げたような形」と称されていた。
- さいたま市の政令指定都市移行に伴い、旧浦和市域は、概ね西部が桜区、中心部・北部が浦和区、南部が南区、東部が緑区となった（大原六丁目・七丁目は大宮区、さいたま新都心内の上木崎一丁目8番30号および35号が中央区）。なお、旧浦和市域に位置する4区の人口は合計消滅後に50万人を突破、2005年の人口は504,442人、2010年の人口は527,761人（国勢調査）と増加し、2015年には人口55万人を突破した。直近の推計人口は598,705人。
- 2000年（平成12年）の時点で、概ね見沼代用水西縁以東、荒川周辺に広がる河川敷を除く、市域の6割強が人口集中地区となっていた。
- 気候についてはさいたま市や浦和区の記事を参照のこと。なお、現在のアメダスの観測地点「さいたま」は、旧浦和市の北西端、大久保浄水場内に設置されているが、さいたま市の成立以前は「浦和」の名称がつけられていた。

### 住宅地として
住宅地としての人気は、関東大震災以後急速に高まる。それに先立つ大正5年初頭の國民新聞の紙上において、東京近郊の理想的な住宅地・別荘地を投票により選定する企画が行われた、浦和町は郊外住宅地部門では9等、別荘地部門では8等に入賞し、良好な郊外住宅地としてすでに認知されていた。具体的な理由も掲載され、東京への近さ、教育環境の充実、下水道整備率の高さなどが挙げられていた。また、鹿島臺（鹿島台、現在の別所沼周辺）の風光明媚さや災害の不安が少ないことも記され、当時はまだ畑も多く宅地開発の余地があった鹿島台が住宅地として注目されていたことが分かる。震災直前には鹿島台に官吏や教員向けの町営住宅を建設しており、また大正11年9月には浦和耕地整理事業が着工し、町としても浦和の住宅地・別荘地の期待や住宅不足に対応するため、実際に宅地としての開発が本格化していた。
そうした矢先の1923年（大正12年）関東大震災が発生し、浦和は東京や横浜から移住する人で一気に3000人以上の人口増加が起こった。当時の人口は1万2000人程度だったので、25%の増加率であった。とくに前述の鹿島台エリアである別所沼周辺には、富裕層や官僚以外にも画家の移住や画家のアトリエが目立ったため、同じような理由で移住が増えた鎌倉の鎌倉文士という言葉と対になる浦和画家という言葉が生まれた。昭和初期には40人以上の画家が集住し「さながら絵描き村である」と報道された。その後も現在に至るまで、都心から近い閑静な好立地も一因として住宅地の人気を保ち続けている。
浦和区の世帯所得は2013年時点で年収1000万円以上が20パーセントを超えるなど、高級住宅地が多い世田谷区や渋谷区よりも比率が高く、首都圏でも最高水準を記録している。これは購買力の高い官僚、医師、社長などが多く居住することも大きな理由となっている。公立高校では全国最多の東京大学合格者を出す年度もあった埼玉県立浦和高等学校が所在するなど、大卒者の多さも所得に影響している。高級住宅地として称される地域としては岸町、常盤、高砂、仲町、などとその周辺があげられる。

## 歴史
江戸時代まで
- 縄文時代 - 大宮台地の縁まで奥東京湾が入り込み、白幡貝塚や大谷場貝塚などが形成された。
- 神代（開化天皇） - 式内社である調神社が創建されたと伝えられる。
- 7世紀 - 大久保古墳群、土合古墳群が築かれる。
- 奈良時代 - 本太に律令制の政庁がおかれる。址には氷川神社が建立している。
- 平安時代 - 空海によって玉蔵院が創建される。
- 1337年（延元2年/建武4年） - 足利尊氏の命で調神社が復興。
- 1351年（観応2年） - 現在の羽根倉橋付近で観応の擾乱の羽根倉合戦が起こる。
- 1600年 - この頃中山道が整備される。
- 1633年（寛永10年） - 鷹場として浦和御殿が置かれ、以後浦和宿として発達する。
- 1697年（元禄10年） - 大門宿が日光御成街道の宿駅となる。
- 1728年（享保13年） - 見沼代用水が完成する。
- 1731年（享保16年） - 日本で最初の閘門式運河として見沼通船堀が開通する。

明治から第二次大戦まで
- 1869年（明治2年）1月13日 - 武蔵国のうち浦和宿の属する足立郡などは大宮県となり、県庁は東京府馬喰町に設置される。
- 1869年（明治2年）9月29日 - 浦和宿に本格的な県庁が設置され、県名が浦和県に変更される。
- 1871年（明治4年）3月1日 - 市内最古の学校として浦和郷学校が玉蔵院に開校。
- 1871年（明治4年）11月14日 - 浦和県が忍県、岩槻県と合併し、埼玉県となる。県庁は当初岩槻に置かれる予定だったが、暫定的に浦和宿に置かれる。
- 1872年（明治5年）8月 - 埼玉裁判所が開設される。
- 1873年（明治6年） - 旧本陣内に改正局（埼玉県師範学校の前身）が開設される。
- 1874年（明治7年）12月12日 - 調神社境内に浦和公園偕楽園が開園（のちの調公園）。
- 1874年（明治7年）12月28日 - 岸村を浦和宿に編入。
- 1876年（明治9年）8月21日 - 埼玉県が入間県と合併して新たに埼玉県となる。12月1日には旧浦和県庁舎を埼玉県庁舎とすることとなった。
- 1876年（明治9年）1月 - 医学校を岸町に開校。
- 1878年（明治11年）8月 - 明治天皇が鳳翔閣を行在所として宿泊。また、浦和警察署が開設される。
- 1879年（明治12年）3月 - 北足立郡・新座郡役所が仲町に設置される。
- 1883年（明治16年）7月28日 - 日本鉄道上野〜熊谷間が開通。浦和駅が開設される。
- 1888年（明治21年）3月 - 浦和の大火。警察署・裁判所など浦和宿の半分が焼失。
- 1889年（明治22年）4月1日 - 町村制施行に伴い浦和宿が北足立郡浦和町となる。同時に後の浦和市域となる地区において木崎、谷田、三室、尾間木、六辻、土合、大久保、美谷本、大門、野田の各村も誕生。
- 1904年（明治37年）7月 - 初めて電灯が灯る。
- 1912年（大正元年）11月1日 - 与野駅開業。
- 1914年（大正3年）1月 - 浦和簡易図書館が開館。
- 1918年（大正7年）11月 - 武州銀行が発足。
- 1921年（大正10年）8月 - 浦和から大門・志木への乗合バスが運行される。
- 1921年（大正10年）10月 - 旧制浦和高校が開校。
- 1922年（大正11年）10月1日 - 埼玉県教育会立埼玉図書館（のちの埼玉県立浦和図書館）が開館。
- 1923年（大正12年）9月1日 - 関東大震災発生。倒壊建物は出たが、被害は軽微。浦和町の死者は3人[6]。以後浦和画家などの移住が加速。
- 1928年（昭和3年）12月 - 武州鉄道武州大門駅 - 岩槻駅間が開業。
- 1932年（昭和7年） 4月1日- 木崎村（北袋以外）・谷田村が浦和町に編入される。木崎村北袋のみ大宮町に編入される。
- 1932年（昭和7年）9月1日 - 東北本線の赤羽駅 - 大宮駅間の電化が完成。現在の京浜東北線。
- 1933年（昭和8年） - 新国道（国道17号）志村 - 大宮間が開通。
- 1934年（昭和9年） 2月11日 - 市制施行により浦和市となる（県内では川越市、熊谷市、川口市に次ぐ4番目、全都道府県庁所在地で最も遅い市制施行）。
- 1936年（昭和11年）9月 - 北浦和駅開業。
- 1938年（昭和13年）7月1日 - 六辻村が町制施行、六辻町となる。
- 1940年（昭和15年）1月 - 浦和 - 所沢間に直通バスが運行。
- 1940年（昭和15年）4月17日 - 尾間木村・三室村が浦和市に編入される。
- 1941年（昭和16年） - 浦和連隊区が置かれる。
- 1942年（昭和17年）4月1日 - 六辻町が浦和市に編入される。
- 1943年（昭和18年）4月1日 - 美谷本村が笹目村と合併し、美笹村となる。
- 1943年（昭和18年）7月 - 埼玉銀行（現・埼玉りそな銀行）が本店を置く。
- 1945年（昭和20年）
  - 4月から5月 - 県庁周辺と旧制浦高周辺で2回空襲があり、計17人の死者、740人の罹災者を出す（事前に空襲ビラがまかれた）。
  - 6月 - 第36軍が拠点を置く。

戦後
後から岩槻市も2005年10月2日にさいたま市と合併する。
- 1946年（昭和21年）3月 - 埼玉会館別館に進駐軍である埼玉軍政部が置かれる。
- 1949年（昭和24年）5月 - 旧制浦和高校、埼玉師範学校、埼玉青年師範学校を統合し埼玉大学が発足（現市役所と現北浦和公園の2キャンパス）。
- 1955年（昭和30年）1月1日 - 土合村・大久保村が浦和市に編入される。
- 1956年（昭和31年）4月1日 - 大門村・野田村と戸塚村が合併し、美園村となる。
- 1957年（昭和32年）7月1日 - 美笹村が戸田町に編入される。
- 1959年（昭和34年）4月1日 - 戸田町のうち旧美谷本村北部、すなわち松本新田・曲本・内谷および堤外の一部が分離され、浦和市に編入される。
- 1961年（昭和36年）7月 - 南浦和駅開設。
- 1962年（昭和37年）5月1日 - 美園村のうち、差間・行衛を除く旧大門村・旧野田村の区域が浦和市に編入される（残りは川口市に編入）。
- 1964年（昭和39年） - 2つのキャンパスに分かれていた埼玉大学が大字下大久保に移転（1969年までに）。
- 1973年（昭和48年）4月 - 武蔵野線開通、東浦和駅・西浦和駅開業。
- 1976年（昭和51年） - 浦和市役所が現在地に完全移転。
- 1980年（昭和55年）3月26日 - 東北自動車道浦和IC - 岩槻IC間が開通。
- 1981年（昭和56年）4月 - 市内最初の再開発である浦和駅西口駅前の浦和コルソ・伊勢丹浦和店が開業。
- 1985年（昭和60年）8月 - 浦和市文化センターがオープン。
- 1985年（昭和60年）9月 - 埼京線開通、武蔵浦和駅、中浦和駅開業。
- 1988年（昭和63年）5月 - 浦和市青少年宇宙科学館開館。
- 1992年（平成4年） - サッカーJリーグの浦和レッドダイヤモンズのホームタウンとなる。
- 1995年（平成7年）10月1日 - 第16回国勢調査。この時点で浦和市の人口は川口市を抜き、埼玉県内で第1位となる。
- 2001年（平成13年）
  - 3月28日 - 埼玉高速鉄道線開通。浦和美園駅開業。
  - 5月1日 - 大宮市・与野市と合併し、さいたま市の一部となる。
  - 10月13日 - 埼玉スタジアム2002こけら落とし。
  - 11月20日 - みそのウイングシティの整備が着工。
- 2002年（平成14年）6月 - サッカーワールドカップの開催地となる。
- 2003年（平成15年）4月1日 -さいたま市が政令指定都市に移行。旧浦和市の区域は大原六丁目・七丁目（大宮区）、上木崎一丁目8番30号および35号（中央区、現・中央区新都心3番地1）を除き桜区、浦和区、南区、緑区となる。
- 2004年（平成16年） - 旧浦和市域の人口が50万人を突破。
- 2015年（平成27年） - 旧浦和市域の人口が55万人を突破。

## 人口
1995年に川口市の人口を上回って以来、県内で最大人口を有していた。また、旧市域にほぼ相当する桜区・浦和区・南区・緑区の2023年2月時点での人口の合計は約59.1万人に増えており、鳩ヶ谷市を編入後の川口市の人口も上回るに至っている。
- 1934年（昭和9年）2月11日 - 4万3078人[7]（市制施行日）
- 1935年（昭和10年）10月1日 - 4万4328人（大宮町を抜き県内2位に）
- 1940年（昭和15年）10月1日 - 5万9671人
- 1945年（昭和20年） - 9万3696人
- 1947年（昭和22年）10月1日 - 10万6176人
- 1950年（昭和25年）10月1日 - 11万5019人
- 1955年（昭和30年）10月1日 - 14万3044人
- 1950年（昭和35年）10月1日 - 16万8757人
- 1965年（昭和40年）10月1日 - 22万1337人
- 1970年（昭和45年）10月1日 - 26万9397人
- 1975年（昭和50年）10月1日 - 33万1145人
- 1980年（昭和55年）10月1日 - 35万8185人
- 1985年（昭和60年）10月1日 - 37万7235人
- 1990年（平成2年）10月1日 - 41万8271（1988年9月に40万人突破）
- 1995年（平成7年）10月1日 - 45万3300人（川口市を抜き県内1位の人口に）
- 2000年（平成12年）10月1日 - 48万4845人

住民基本台帳人口による合併後の旧浦和市域の人口変動（桜区・浦和区・南区・緑区の合計）。すべて4月1日時点（台帳法改正前の2012年以前は台帳人口+外国人登録人口の数値）。
| \| 2005年（平成17年） \| 503,766人 \| \| \| 2010年（平成22年） \| 528,145人 \| \| \| 2015年（平成27年） \| 546,903人 \| \| |           |  |
| |           |  |
| 2005年（平成17年） | 503,766人 |  |
| 2010年（平成22年） | 528,145人 |  |
| 2015年（平成27年） | 546,903人 |  |

## 行政
歴代首長
| 代（浦和町長） | 氏名       | 就任年月日     | 退任年月日     | 期・備考 |
| -------------- | ---------- | -------------- | -------------- | --- |
| 初             | 星野平兵衛 | 1889年5月8日   | 1899年6月7日   | |
| 2              | 大島寛爾   | 1899年6月10日  | 1901年5月8日   | |
| 3              | 平野勝明   | 1901年6月26日  | 1903年2月13日  | |
| 4              | 土肥政芳   | 1904年2月28日  | 1906年4月26日  | |
| 5              | 平野勝明   | 1906年5月1日   | 1914年5月4日   | |
| 6              | 大島寛爾   | 1914年5月7日   | 1921年12月17日 | |
| 7              | 小谷野伝蔵 | 1921年2月6日   | 1923年8月20日  | |
| 8              | 石内保太郎 | 1923年12月27日 | 1926年7月3日   | |
| 9              | 大島寛爾   | 1926年7月22日  | 1928年4月5日   | |
| 10             | 田中栄三郎 | 1928年5月17日  | 1929年3月22日  | |
| 11             | 松沢藤助   | 1929年4月1日   | 1930年12月16日 | |
| 12             | 高橋泰雄   | 1931年3月28日  | 1934年2月10日  | |
| 代（浦和市長） | 氏名       | 就任年月日     | 退任年月日     | 期・備考 |
|                | 中村元治   | 1934年2月11日  | 1934年4月11日  | 市長職務管掌者 埼玉県地方課長として埼玉県より派遣                                                               |
| 初             | 高橋泰雄   | 1934年4月11日  | 1936年1月19日  | 1期 1931年3月28日 - 1934年2月10日まで浦和町長として1期在任（通算2期）                                           |
| 2              | 小谷野伝蔵 | 1936年3月27日  | 1938年8月1日   | 1期 1921年2月6日 - 1923年8月20日まで浦和町長として1期在任（通算2期）                                            |
| 3              | 相川宗次郎 | 1938年9月28日  | 1942年9月27日  | 1期 |
| 4              | 安井大吉   | 1942年9月28日  | 1944年10月25日 | 1期 |
| 5              | 高橋泰雄   | 1944年11月8日  | 1946年3月11日  | 1期（通算3期目）                                                                                                |
| 6              | 阿佐見新作 | 1946年4月5日   | 1947年3月7日   | 1期 |
| 7              | 松井計郎   | 1947年4月5日   | 1951年4月4日   | 1期・当代以降は公選制により選出                                                                                 |
| 8              | 川久保義典 | 1951年4月23日  | 1955年5月1日   | 1期 |
| 9              | 川久保義典 | 1955年5月2日   | 1959年5月1日   | 2期 |
| 10             | 本田直一   | 1959年5月2日   | 1963年5月1日   | 1期 |
| 11             | 本田直一   | 1963年5月2日   | 1967年5月1日   | 2期 |
| 12             | 相川曹司   | 1967年5月2日   | 1971年5月1日   | 1期、相川宗次郎の長男                                                                                           |
| 13             | 相川曹司   | 1971年5月2日   | 1975年5月1日   | 2期 |
| 14             | 中川健吉   | 1975年5月2日   | 1979年5月1日   | 1期 |
| 15             | 中川健吉   | 1979年5月2日   | 1983年5月1日   | 2期 |
| 16             | 中川健吉   | 1983年5月2日   | 1987年5月1日   | 3期 |
| 17             | 中川健吉   | 1987年5月2日   | 1991年5月1日   | 4期 |
| 18             | 相川宗一   | 1991年5月2日   | 1995年5月1日   | 1期、相川曹司の長男                                                                                             |
| 19             | 相川宗一   | 1995年5月2日   | 1999年5月1日   | 2期 |
| 20             | 相川宗一   | 1999年5月2日   | 2001年4月30日  | 3期、合併によるさいたま市の設置に伴い失職 2001年5月27日 - 2009年5月26日までさいたま市長として2期在任（通算5期） |

## 産業

### 商業
「さいたま市」の項を参照。

## 姉妹都市・提携都市

### 日本国外
- トルーカ市（メキシコ合衆国）

1979年10月2日、姉妹都市提携
- 鄭州市（中華人民共和国）

1981年10月12日、友好都市提携
- ハミルトン市（ニュージーランド）

1984年5月14日、姉妹都市提携
- リッチモンド市（アメリカ合衆国）

1994年6月16日、姉妹都市提携

### 日本国内
- 福島県南会津郡南郷村（現：南会津町の一部）
  - 1975年11月4日、姉妹都市提携

これらの関係はすべてさいたま市に引き継がれている。

## 交通
- 桜区・浦和区・南区・緑区の各項目を参照。

## 主な学校
- 桜区・浦和区・南区・緑区の各項目を参照。

## 食文化
うなぎ
浜松や三島などと列んで、ウナギの蒲焼が名物となっている。また、創業100年を超える蒲焼の老鋪も多い。合併後の2008年にはやなせたかしによるキャラクター浦和うなこちゃんが誕生した。また浦和うなぎまつりがさいたま市役所で行われている。
ケーキ
- 総務庁統計局家計調査年報（1998年 - 2000年）の平均によると、旧浦和市の1世帯当たりの年間ケーキ購入額が全国で1位となったため、埼玉中央青年会議所（埼玉中央JC）が「ケーキのまち・さいたま」を宣言し、ケーキで街おこしをしようと毎年ケーキにちなんだイベントを開催している。

パスタ
- 旧浦和市での消費量が全国で1位である[10]。

## スポーツ
さいたま市#スポーツを参照。
サッカーではJリーグ・浦和レッズが本拠地を置く。浦和市時代にホームスタジアムである埼玉スタジアムの建設が始まり、さいたま市成立後に完成した。それ以前にホームスタジアムであった浦和駒場スタジアムは浦和レッズレディースのホームスタジアムとなっている。
プロ野球では千葉ロッテマリーンズ二軍がロッテ浦和球場に本拠地を置き、社会人野球では強豪の日本通運硬式野球部が駒場に本拠地を置く。また、全浦和野球団はさいたま市営浦和球場を本拠地としている。
また、高校サッカーでは浦和高校・浦和西高校・浦和市立高校・浦和南高校が全国制覇を果たし、高校野球では浦和学院高等学校が、さいたま市成立後の2013年に全国制覇を果たしている。

## 浦和市を舞台とした作品
浦和市が舞台、もしくは浦和市がモデルとして登場する作品は、以下の通りである。
- 赤き血のイレブン（梶原一騎）
- 行け!稲中卓球部（古谷実。作中では「稲豊市」）
- キャプテン翼（高橋陽一。中学生編の舞台のひとつとして浦和市駒場競技場が登場する）
- エースをねらえ!（山本鈴美香。作品の舞台の西高は埼玉県立浦和西高等学校がモデルであり作者は同校のOGである。また、作中に登場する大原学園のモデルは西高の近所にあるさいたま市立大原中学校の名前から来ている）
- おおきく振りかぶって（ひぐちアサ）作品の舞台の西浦高は埼玉県立浦和西高等学校がモデルであり作者は同校のOGである。
- あゝ玉杯に花うけて（佐藤紅緑）旧制中学時代の埼玉県立浦和高等学校がモデル。